# Mankon
Ne doit pas être confondu avec Mankon (langue).
Mankon est un quartier ou village, chef-lieu de la commune de Bamenda II dans le département de la Mezam et la région du Nord-Ouest au Cameroun.

## Géographie
Le quartier s'étend au nord et sur la rive droite de la rivière Mezam à 8 km au nord-ouest du centre ville de Bamenda (City Chemist Roundabout).

## Communauté
Mankon (historiquement orthographié Mankong) est une communauté géo-historique constituant une grande partie de Bamenda au Cameroun, formée comme un amalgame d'environ cinq groupes ethniques différents. Le fondom (royaume) de Mankon représente l'une des plus anciennes monarchies des peuples des prairies de la région du Nord-Ouest. Le fondom est dirigé par un fon (roi) dont les droits au titre de roi sont acquis par la naissance. Le fon couronné est généralement un fils désigné du roi décédé, un enfant qui n'est né que pendant son règne.

## Histoire coloniale
À la fin du XIXe siècle, le peuple Mankon s'est battu contre les forces coloniales allemandes, dans un conflit connu sous le nom de bataille de Mankon. Les forces coloniales allemandes, alliées au peuple Bali, étaient dirigées par Eugen Zintgraff et étaient beaucoup plus nombreuses que les Mankons. Au cours des deux premiers conflits, les forces allemandes et balinaises, armées de fusils et de canons, ont été vaincues par les guerriers mankons armés de lances et de machettes. Certains des hommes de Zintgraff ont dû fuir à pied jusqu'à Babungo. Mais le peuple Mankon fut finalement vaincu lors d'un troisième conflit en 1901.
Mankon est colonisé par l'Allemagne sous le régime du protectorat jusqu'a la fin de la Première Guerre mondiale, lorsqu'il passe sous mandat britannique jusqu'en 1961.
L'Association pour la culture et le développement de Mankon est un groupe culturel qui rassemble les habitants de ce royaume, où qu'ils se trouvent dans le monde, afin de promouvoir leur culture et de contribuer à des projets de développement dans le royaume. Le groupe a des branches dans les principales villes du Cameroun et dans le monde entier, notamment aux États-Unis. Des célébrations annuelles sont organisées dans différentes villes des États-Unis pour faire la fête et communier les uns avec les autres. Le premier de ces rassemblements, connu sous le nom de convention, a débuté à Minneapolis, dans le Minnesota, en 2006. L'association des étudiants de Mankon rassemble des étudiants de différents établissements d'enseignement à Mankon pendant les vacances d'été pour permettre l'interaction, le développement de relations, la promotion de valeurs et d'activités culturelles et pour contribuer au développement de Mankon.

## Tourisme

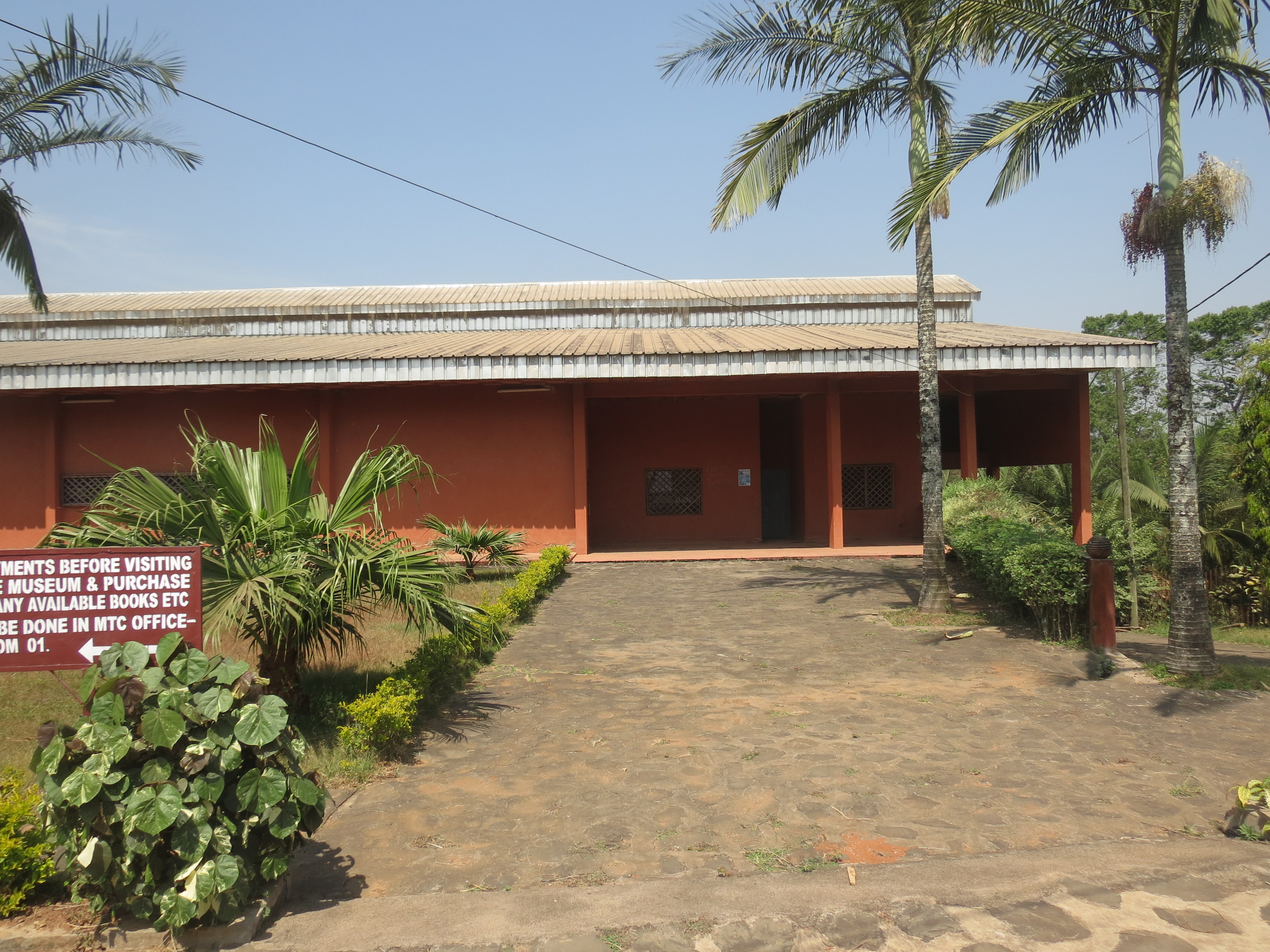
Le musée du palais de Mankon.

Mankon abrite plusieurs commodités touristiques, dont un musée moderne situé dans le ntoh, le palais des fon, et ouvert au public. Ce musée est une destination touristique majeure de la région du Nord-Ouest, avec une galerie d'art et d'artisanat datant de plusieurs siècles.
La période la plus propice pour visiter le fondom de Mankon est celle du mois de décembre et du Nouvel An, lorsque le royaume organise son bal annuel, au cours duquel la population fait la fête et a également la rare occasion de se mêler aux fon. Les festivités peuvent durer une semaine et c'est le moment idéal pour une démonstration culturelle. Ces festivités donnent au peuple mankon l'occasion de savourer les rythmes variés de la musique africaine et de rencontrer les batteurs et musiciens experts du royaume.

## Culture

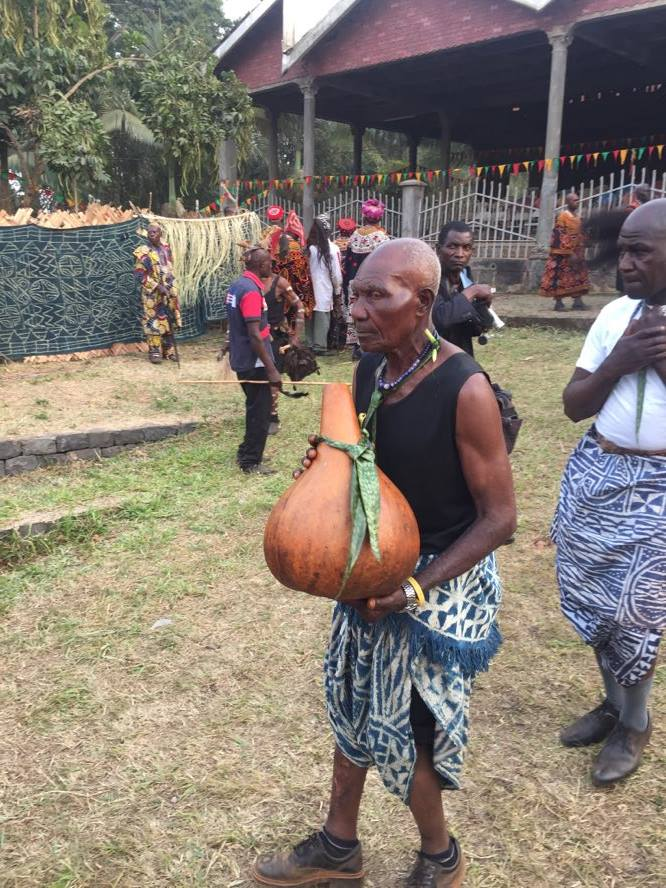
Calebasse traditionnelle
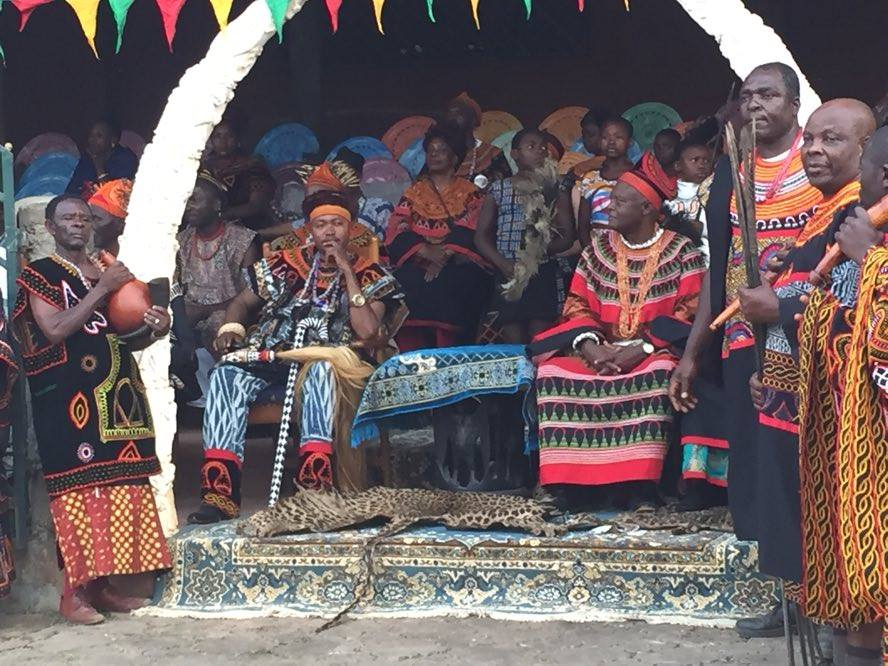
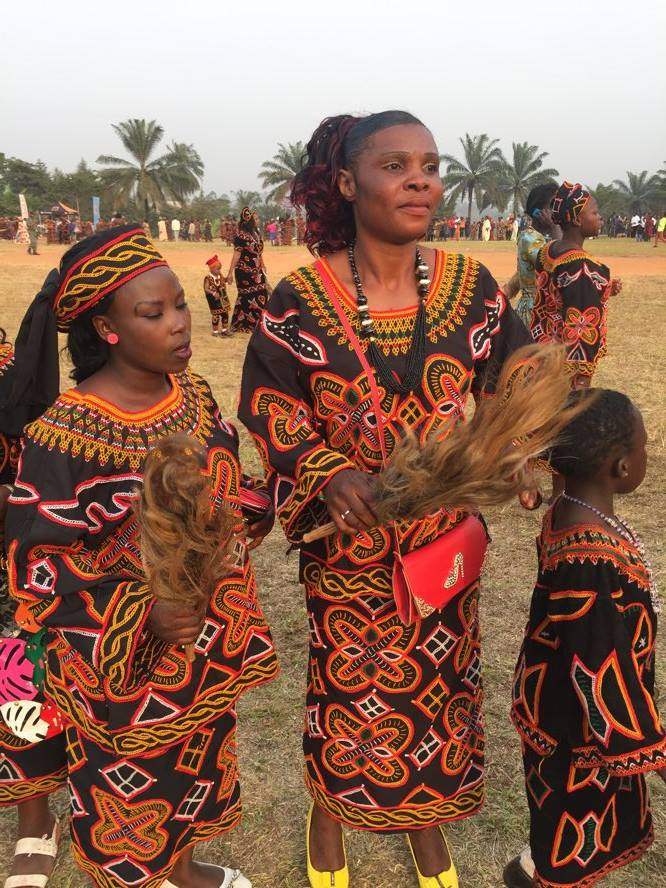
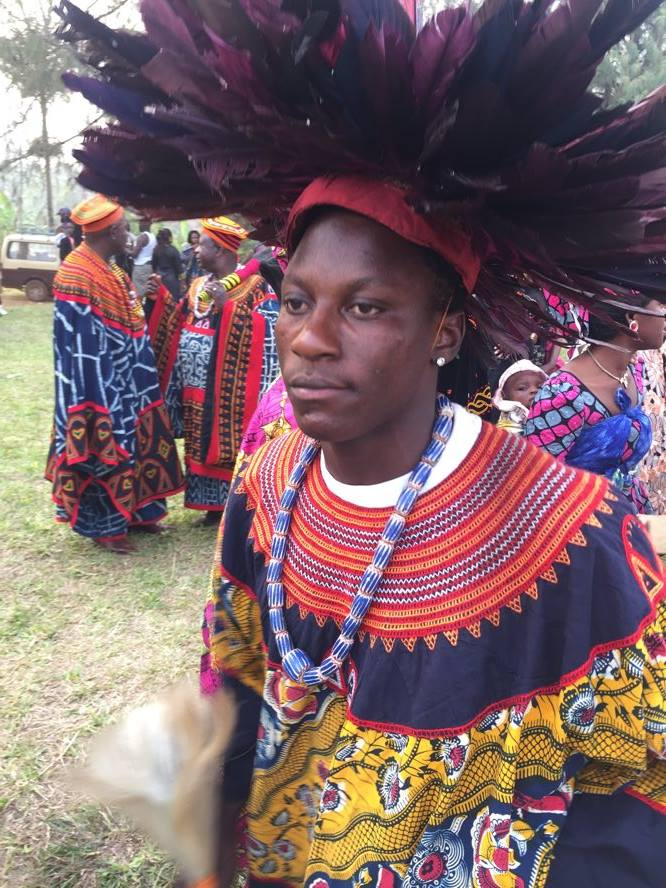
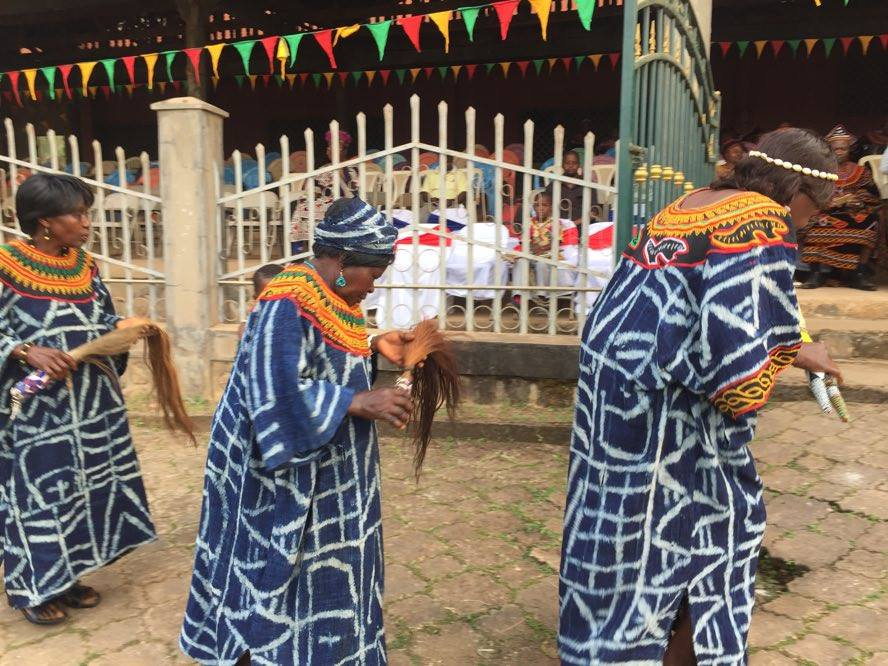
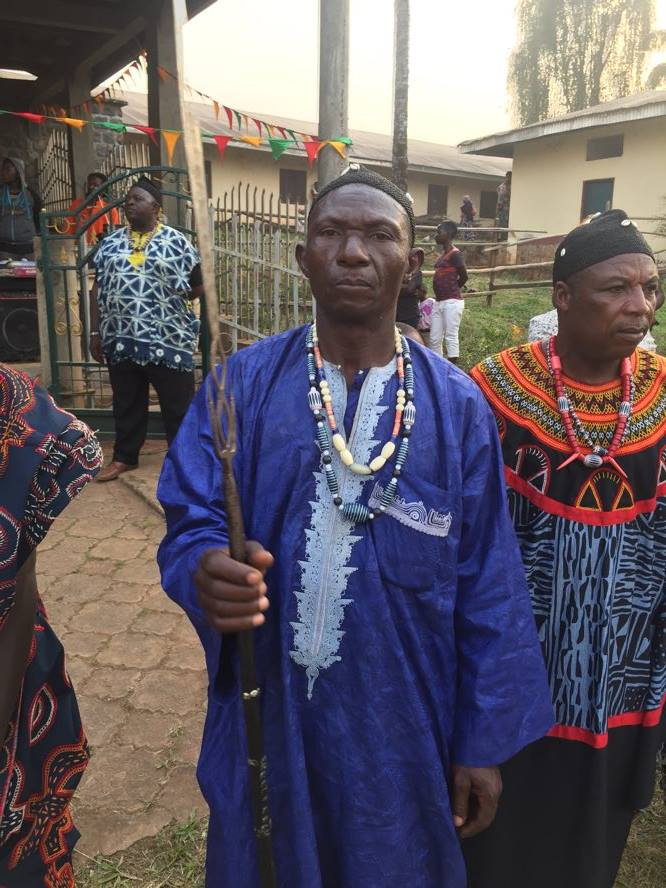
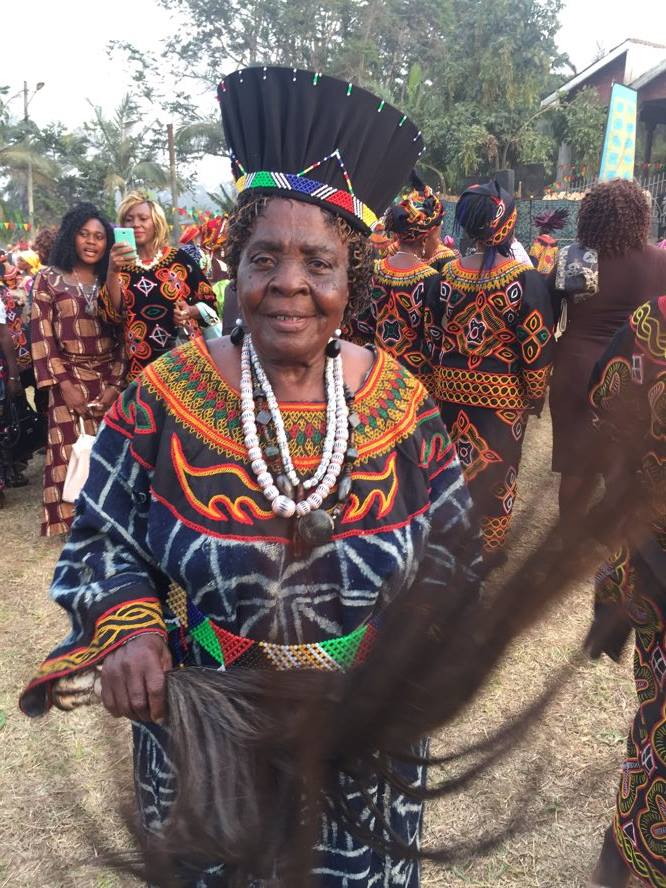
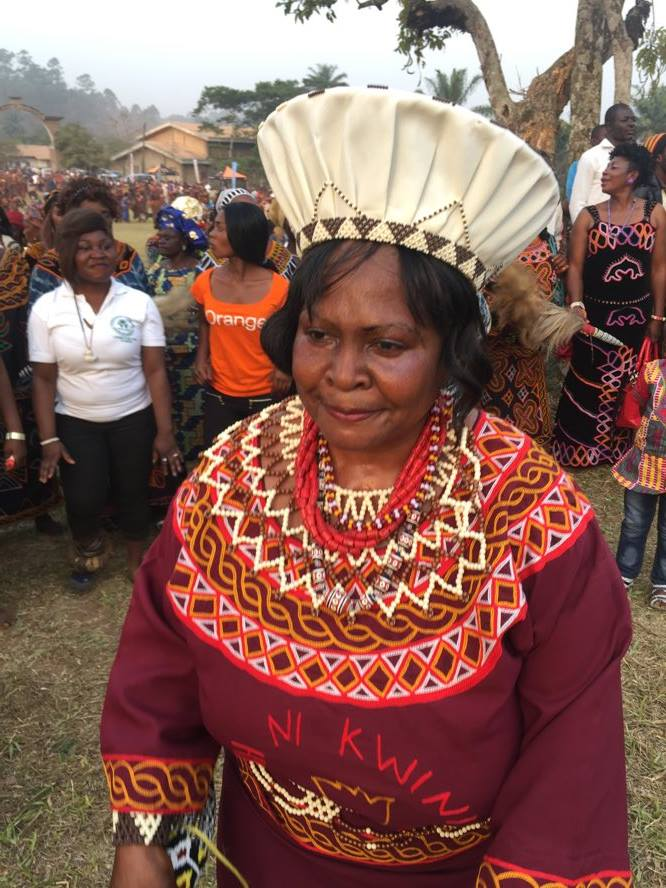
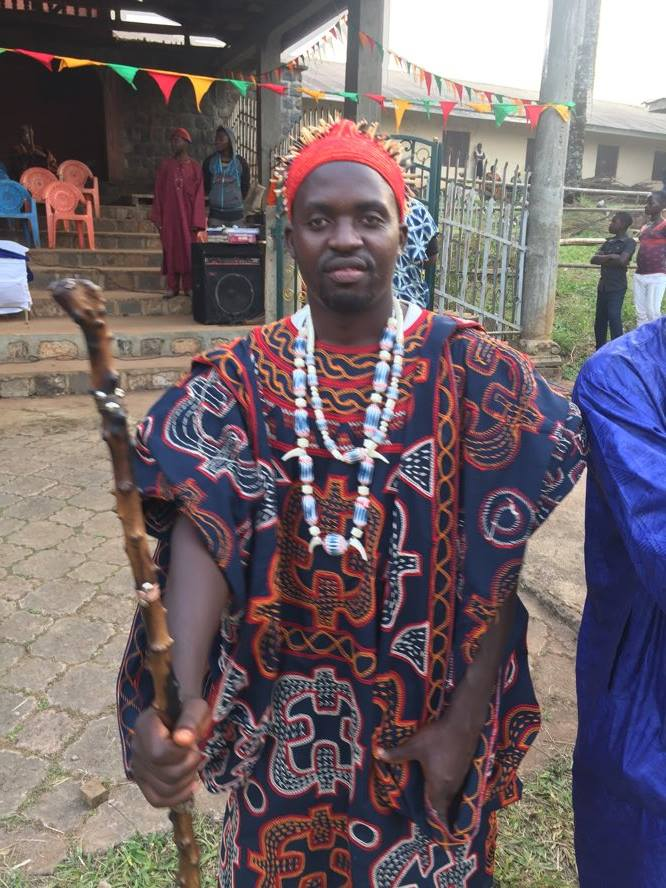
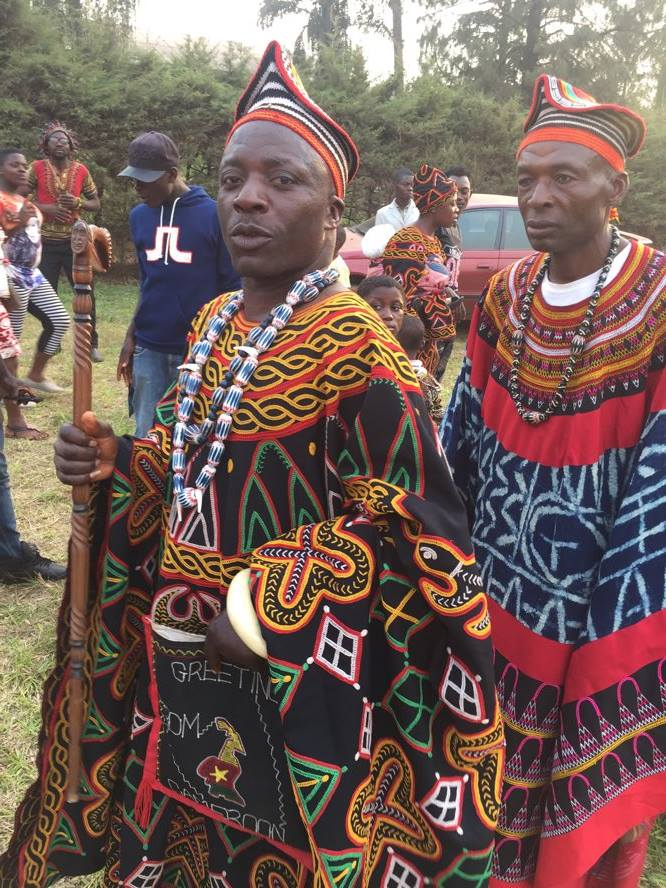
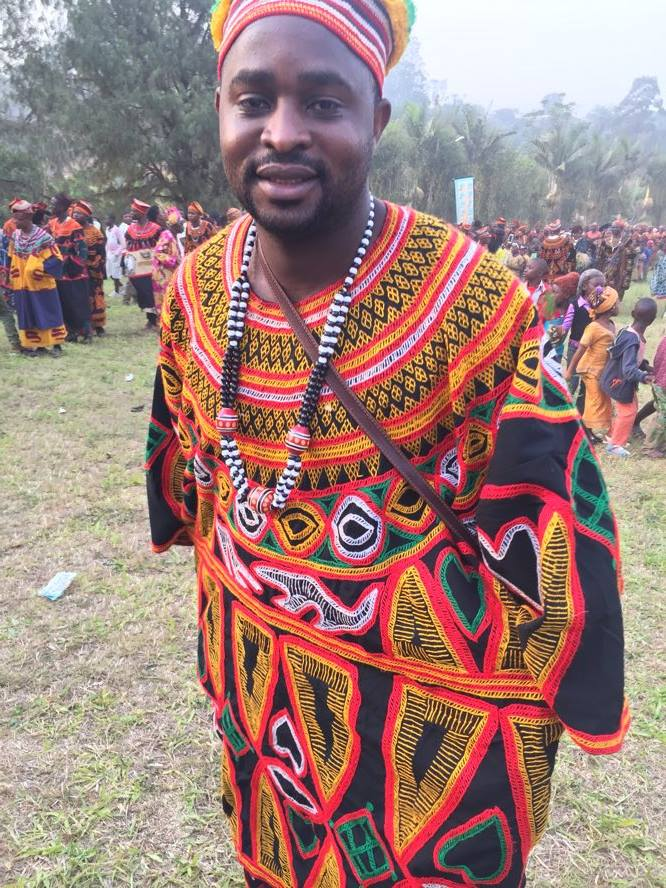
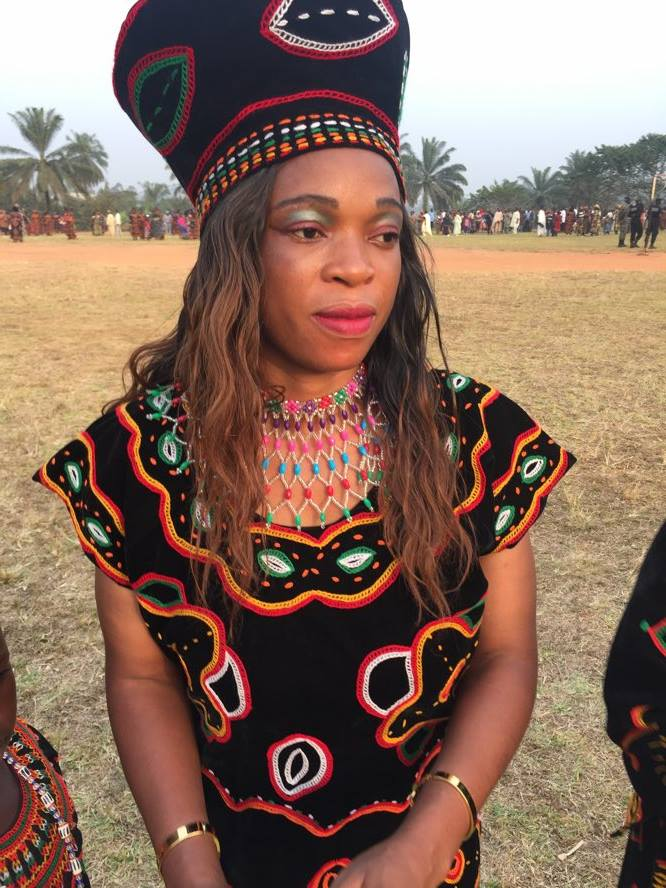

## Fon
Selon la tradition, les Fon de Mankon se succèdent à la tête du royaume depuis le XVe siècle,:
- Fomukong (1799-1866)[5]
- Fon Angwafo II (1866-1919)[5]
- Ndefru III (1919-1959)[5]
- Fon Angwafo III de Mankon (1959-2022). 20e fon de Mankon.